# Philip Sclater
Philip Sclater (anglès: Philip Lutley Sclater)  (Wootton St Lawrence, 4 de novembre de 1829 - Odiham, 27 de juny de 1913) FRS; FRGS; FZS; FL. Va ser un advocat i zoòleg anglès. En zoologia, va ser un expert ornitòleg, i va identificar les principals regions zoogeografiques del món. Va ser secretari de la Societat Zoològica de Londres, durant 42 anys, des de 1860 fins a 1902.

## Biografia
Sclater va néixer a Tangier Park, a Wootton St Lawrence, Hampshire, on el seu pare William Lutley Sclater tenia una casa de pagès. George Sclater-Cabina, 1er Baró Basing va ser el germà gran de Philip. Va créixer a Hoddington House on va experimentar un primerenc interès per a les aus. Es va educar a l'escola a Twyford i als tretze va anar al Winchester College i, posteriorment, al Corpus Christi College, Oxford, on va estudiar l'ornitologia científica sota Hugh Edwin Strickland.
En 1851 va començar a estudiar dret i va ser reconegut membre del Corpus Christi College. En 1856 va viatjar a Amèrica i va visitar el Llac Superior i la part superior de St. Croix River, baixant amb canoa riu avall pel Mississipi. Sclater va escriure sobre això en "Illustrated Travels". A Filadèlfia va conèixer Spencer Baird, John Cassin i Josep Leidy a l' Academy of Natural Sciences. Després de tornar a Anglaterra, va exercir el dret durant diversos anys i va assistir a les reunions de la Societat Zoològica de Londres.

## Trajectòria
En 1858, Sclater va publicar un article en el Proceedings of the Linnean Society, proposant la creació de sis nuclis zoològics regions que ell anomena la Palaearctic, Aethiopian, Índia, Australasian, Nearctic i Neotropical. Aquestsregions zoogeogràfiques estan encara en ús. També va desenvolupar la teoria de Lemuria durant 1864 per explicar les coincidències zoològiques que relacionen a Madagascar amb l'Índia.
En 1874 es va convertir en secretari particular del seu germà George Sclater-Cabin, MP (més tard Lord Basing). Li va oferir un lloc permanent en el servei civil, però el va declinar. En 1875, es va convertir en President de la Secció Biològica de la British Association for the Advancement of Science, en la que es va integrar com a membre l'any 1847.
Sclater va ser el fundador i editor de la revista Ibis, òrgan de la British Ornithologist's Union. Va ser Secretari de la Societat Zoològica de Londres a partir de 1860 a 1902. Va ser breument succeït pel seu fill, després que el Consell de la Societat fes una incorporació a llarg termini.
El 1895, va ser un dels membres fundadors de la Comissió Internacional de Nomenclatura Zoològica formada per part de cinc zoòlegs R. Blanchard, J. V. Carus, F. A. Jentink, P. L. Sclater i C. W. Stiles.
Sclater va mantenir estretes relacions amb molts ornitòlegs de la seva època com Alfred Newton (1829-1907), Osbert Salvin (1835-1898), el reverend Henry Baker Tristram (1822-1906), l'anatomista Alfred Henry Garrod (1846 -1879) i Thomas Henry Huxley (1825-1895). Va rebre visites freqüents de Charles Darwin (1809-1882). El seu fill va ser el zoòleg William Lutley Sclater (1863-1944) que el va succeir en la direcció de la publicació Ibis. Es va retirar el 1903 i continuà una intensa activitat científica abans de morir en un accident de trànsit.
Va descriure moltes espècies d'aus de les quals 429 segueixen sent vàlids. Va ser l'autor de gairebé 400 publicacions en que destaquen:
- Exotic Ornithology (1866-1869)
- Nomenclator Avium (1873) en col·laboració amb Osbert Salvin (1835-1898)
- Argentine Ornithology (1888-1889) en col·laboració amb Wilfred Hudson Osgood (1875-1947)
- The Book of Antelopes (1894-1900) amb Michael Rogers Oldfield Thomas (1858-1929).

El 1901 va descriure l'okapi a científics occidentals, encara que mai va veure un viu. La seva oficina al número 11 de Hannover Square es va convertir en un lloc de trobada per a tots els naturalistes de Londres. Viatgers i residents compartien informacions amb ell que contestava amb agraïment.
La seva col·lecció d'aus va créixer fins a nou mil i van ser cedides al Museu Britànic en 1886. Perl la mateixa època la col·lecció del museu va ser augmentada per les col·leccions de Gould, Salvin i Godman, Hume, i d'altres per esdevenir la més gran del món.
Al juny de 1901 va rebre un honor doctorat de la Ciència (D. Sc.) per la Universitat d'Oxford.

## Família
El 16 d'octubre de 1862 es va casar amb Eliza Hunter Blair; la parella va tenir 1 filla i 4 fills. el Seu fill gran, William Lutley Sclater, també va ser un concienzudo. El seu tercer fill, el Capità Tipus Lutley Sclater, va morir el 1914 en una explosió fortuïta en la que es va enfonsar al HMS Baluard.

## Animals nomenats en honor de Sclater
Aus
- Cacicus sclateri (Cacicus sclateri)
- Carboner mexicà (Poecile sclateri)
- Carpinteret equatorià (Picumnus sclateri)
- Cotinga de Sclater (Doliornis sclateri)
- Forpus modestus (Forpus modestus) també coneguda com a Cotorreta de Sclater
- Chivi de Tepui (Hylophilus sclateri)
- Dauradet copitó (Pseudocolopteryx sclateri)
- Elepaio de Kauai (Chasiempis sclateri)
- Espatiller serrà (Asthenes sclateri)
- Formiguer platejat (Sclateria naevia)
- Forpus modestus (el nom Psittacula sclateri Gris, 1859, actualment és vist com una subespècie de Forpus modestus Cabanis, 1848).
- Loriculus sclateri (Loriculus sclateri) també coneguda com a Lorícul de la Sula
- Menjamel de Sclater (Lopophorus sclateri)
- Monal de Sclater (Myzomela sclateri)
- Moscareta de Sclater (Phyllomyias sclateri)
- Nonnula sclateri (Nonnula sclateri)
- Pingüí de Sclater (Eudyptes sclateri)

Mamífers
- Sorex sclateri (Sorex sclateri)
- Eriçó de Somàlia (Atelerix sclateri)
- Talp daurat de Sclater (Chlorotalpa sclateri)
- Musaranya de Sclater (Myosorex sclateri)

Rèptils
- Serp colombiana minoritària (Enuliophis sclateri)[8]

Tot ique eclipsat pels seus contemporanis (com Charles Darwin i Alfred Russel Wallace), Sclater pot ser considerat com el precursor de la Biogeografia i inclús del model de Cladística. Per exemple, va escriure en el 1858 que "...es presta poca o cap atenció al fet que dues o més d'aquestes divisions geogràfiques donades poden tenir relació molt més estreta entre si que proporcionarà a tercers...".